# Lernaeenicus sprattae
Lernaeenicus sprattae is een eenoogkreeftjessoort uit de familie van de Pennellidae. De wetenschappelijke naam van de soort is voor het eerst geldig gepubliceerd in 1806 door Sowerby.